# Andriy Vorobey
Andriy Oleksiyovich Vorobey (nacido el 29 de noviembre de 1978, Donetsk, Ucrania) es un jugador de fútbol profesional hábil delantero. Actualmente juega para el FC Arsenal Kiev y para el equipo nacional de fútbol de Ucrania.

## Carrera

### Shakhtar Donetsk
Andriy Vorobey comenzó su carrera en el Shakhtar Donetsk en 1994.
Fue promovido a la selección absoluta en 1997. En la temporada 2000-01 Vorobey fue el máximo goleador con 21 goles.
Anotó 79 goles en 209 partidos en el juego Liga Premier de Ucrania para el Shakhtar Donetsk. Su carrera total para el equipo senior Shakhtar duró diez años.

### Dnipro
Vorobey firmó un contrato de 3 años con el FC Dnipro Dnipropetrovsk el 17 de junio de 2007.
Se anotó su primer gol en competición europea para el FC Dnipro Dnipropetrovsk en la temporada de la Copa UEFA 2007/2008, en el empate 1-1 con Aberdeen, sin embargo Dnipro fue eliminado por el Aberdeen de la regla de gol.

## Internacional
Andriy Vorobey ha estado en el equipo nacional de fútbol de Ucrania desde 2000. En particular, él estaba en la FIFA de Ucrania en la copa del mundo 2006, donde Ucrania llegó a los cuartos de final.
Vorobey también es conocido por el máximo goleador de la tercera parte del equipo nacional de fútbol de Ucrania.
Junto con el ahora retirado Andriy Husin, Vorobey ha anotado 9 goles en la arena internacional. Las personas por delante de él se Andriy Shevchenko, con 37 goles para el equipo, y Serhiy Rebrov, con 15 goles para el equipo.
Su objetivo más reciente de Ucrania en la UEFA Eurocopa 2008 partido contra Islas Feroe, Ucrania, que ganó por 5-0. Vorobey anotó el último gol del partido en el minuto 64.

### Participaciones en la Copa del Mundo
| Mundial                        | Sede     | Resultado   |
| ------------------------------ | -------- | ----------- |
| Copa Mundial de Fútbol de 2006 | Alemania | 4° de final |

## Clubes
| Club                     | País    | Año       |
| ------------------------ | ------- | --------- |
| FC Shakhtar Donetsk      | Ucrania | 1997-2007 |
| FC Dnipro Dnipropetrovsk | Ucrania | 2007-2009 |
| FC Arsenal Kiev          | Ucrania | 2009-2010 |
| Metalist Járkov          | Ucrania | 2010-     |

## Galardones
- Liga Premier de Ucrania : 2002,2005,2006
- Copa de Ucrania : 2001,2002,2004
- Supercopa de Ucrania : 2005